# ファルコナーラ・アルバネーゼ
ファルコナーラ・アルバネーゼ（イタリア語: Falconara Albanese）は、イタリア共和国カラブリア州コゼンツァ県にある、人口約1,500人の基礎自治体（コムーネ）。

## 地理

### 位置・広がり

#### 隣接コムーネ
隣接するコムーネは以下の通り。
- チェリザーノ
- フィウメフレッド・ブルーツィオ
- マラーノ・プリンチパート
- サン・ルーチド